# Boris (serie televisiva)
Boris è una serie televisiva italiana prodotta dal 2007.
Sottotitolata "La fuori serie italiana" per la sua prima stagione, porta in scena il dietro le quinte dell'immaginaria fiction televisiva Gli occhi del cuore 2, con l'intento di proporre una forte satira nei confronti della produzione televisiva italiana di stampo generalista degli anni 2000.
È stata prodotta da Wilder per Fox International Channels Italy per le prime tre stagioni, trasmesse in prima visione assoluta in Italia dai canali satellitari Fox e FX e successivamente in chiaro da Cielo. Nel 2011 ha avuto una trasposizione cinematografica, che si colloca dopo la terza stagione, mentre nel 2022 viene realizzata una quarta stagione revival, prodotta da The Apartment e pubblicata sulla piattaforma streaming Disney+.

## Trama
Alessandro è un ragazzo desideroso di entrare nel mondo dello spettacolo, che sembra coronare il suo sogno quando viene assunto come stagista sul set della fiction televisiva Gli occhi del cuore 2. Ben presto, però, si rende conto che il mondo del piccolo schermo non è affatto come se lo immaginava e fin dall'inizio si trova ad avere a che fare con personaggi a dir poco bislacchi.
A capo della produzione c'è il disilluso regista René Ferretti, che durante le riprese porta con sé il pesce rosso Boris e che da tempo ha abbandonato ogni aspirazione artistica per ridursi a lavorare su prodotti di infimo livello, per di più  girati "a cazzo di cane" (secondo le sue stesse parole); Stanis è il protagonista, un mediocre attore che si atteggia a divo hollywoodiano, esternando in continuazione il suo odio per la recitazione all'italiana; Corinna è la protagonista femminile, chiamata da René "cagna maledetta" poiché totalmente priva di talento attoriale; Arianna è l'assistente alla regia ed è l'unica persona che cerca di risolvere i conflitti sul set e che si sforza di aiutare Alessandro.
Completano la troupe lo scontroso capo elettricista Biascica, il direttore della fotografia Duccio (cocainomane e disilluso al pari di René, col quale lavora da tanti anni), la pigra e raccomandata segretaria di edizione Itala, la truccatrice Gloria, l'altro stagista, più timido e dimesso, Lorenzo (trattato come "schiavo" da Biascica), il direttore di produzione Sergio, attento solo a risparmiare il più possibile, e Lopez, delegato della rete alla costante ricerca del difficile equilibrio tra i gusti del pubblico e le ingerenze della politica. Lontano dal set lavorano invece i tre sceneggiatori, svogliati, pigri e interessati solo a guadagnare il più possibile, sfornando trame al limite dell'inverosimile.
Nel corso degli anni si uniranno al cast la ricca e viziata Cristina, chiamata a raccogliere l'eredità di Corinna, lo sboccato comico Nando Martellone, la procace attrice Karin e la giovane e talentuosa Fabiana, figlia di René.

## Episodi
| Stagione         | Episodi | Prima TV |
| ---------------- | ------- | -------- |
| Prima stagione   | 14      | 2007     |
| Seconda stagione | 14      | 2008     |
| Terza stagione   | 14      | 2010     |
| Quarta stagione  | 8       | 2022     |

## Personaggi e interpreti
- Alessandro (stagioni 1-4), interpretato da Alessandro Tiberi.
- Renato "René" Ferretti (stagioni 1-4), interpretato da Francesco Pannofino.
- Arianna Dell'Arti (stagioni 1-4), interpretata da Caterina Guzzanti.
- Stanis La Rochelle (stagioni 1-4), interpretato da Pietro Sermonti.
- Corinna Negri (stagioni 1, 4, ricorrente stagione 2, ospite stagione 3), interpretata da Carolina Crescentini.
- Itala (stagioni 1-3), interpretata da Roberta Fiorentini.
- Gloria Spalloni (stagioni 1-2, stagione 3 ep. 4), interpretata da Ilaria Stivali.
- Duccio Patanè (stagioni 1-4), interpretato da Ninni Bruschetta.
- Augusto Biascica (stagioni 1-4), interpretato da Paolo Calabresi.
- Diego Lopez (stagioni 1-4), interpretato da Antonio Catania.
- Sergio Vannucci (stagioni 1-4), interpretato da Alberto Di Stasio.
- Lorenzo (stagioni 1-4), interpretato da Carlo Luca De Ruggieri.
- Alfredo Rocchi (stagioni 1-4), interpretato da Luca Amorosino.
- Cristina Avola Burkstaller (stagione 2, ricorrente stagioni 3-4), interpretata da Eugenia Costantini.
- Karin (stagione 2, ricorrente stagioni 3-4), interpretata da Karin Proia.
- Fabiana Hassler (stagione 3, stagione 4 ep. 8), interpretata da Angelica Leo.
- Gli sceneggiatori (stagioni 1-4), interpretati da Valerio Aprea, Massimo De Lorenzo e Andrea Sartoretti.
- Lalla (stagione 4), interpretata da Aurora Calabresi.
- Fabio (stagione 4), interpretato da Andrea Lintozzi Senneca.

## Produzione
(Marta Bertolini, Fox Networks Group Italy, 29 settembre 2018)

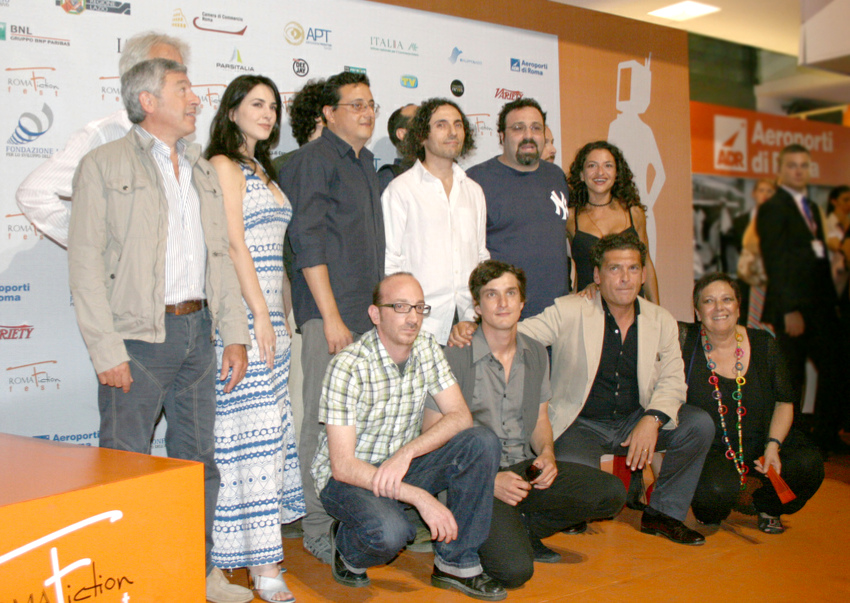
Una parte del cast della serie nel 2009 al Roma Fiction Fest

Nei primi mesi del 2007 vengono ultimate le riprese della prima stagione di Boris, che rappresenta la prima serie TV originale prodotta da Wilder per Fox International Channels Italy. Il titolo provvisorio della serie era Sampras, poi cambiato per via di possibili problemi legali con la Nike, detentrice dei diritti del nome. L'episodio pilota è stato presentato nella sezione Extra a CINEMA. Festa Internazionale di Roma 2006.
Basata su un soggetto di Luca Manzi e Carlo Mazzotta, la serie è sceneggiata da Giacomo Ciarrapico, Mattia Torre e Luca Vendruscolo, quest'ultimo anche regista della prima stagione, che va in onda tra aprile e luglio del 2007; il successivo 11 settembre viene trasmesso da Fox Gli occhi di Boris - Backstage, ovvero il dietro le quinte della prima stagione con le scene più divertenti, alcune sequenze inedite e le interviste agli interpreti.
Nonostante la ridotta platea televisiva, dovuta alla programmazione su un canale satellitare, contro ogni previsione Boris riuscì immediatamente a divenire un prodotto di culto nel panorama seriale italiano — addirittura con molte sue frasi e citazioni entrate nell'uso comune negli anni seguenti —; ciò grazie essenzialmente al passaparola e, paradossalmente, alla pirateria informatica, elementi che a posteriori hanno favorito la diffusione della serie e ancor più la spontanea nascita di una nutrita fanbase.
Il 14 febbraio 2008 iniziarono le riprese della seconda stagione, che ha visto la partecipazione di Corrado Guzzanti, oltre a numerosi altri camei. Questa stagione, trasmessa sempre da Fox a partire dal 12 maggio 2008, vede Vendruscolo alternarsi alla regia con Ciarrapico e Torre.
Le riprese della terza e all'epoca ultima stagione cominciano a metà luglio 2009 e durano circa 12 settimane. Trasmessa dal 1º marzo 2010 su FX, i primi tre episodi erano stati presentati in anteprima a Roma in una serata speciale al Teatro Palladium, mentre i primi due erano già stati proiettati al Bari International Film Festival. Per questa stagione la regia passa a Davide Marengo.
La serie rimane inedita sulla televisione in chiaro per due anni e mezzo. All'inizio del 2008, quando partono le riprese della seconda stagione, iniziano a circolare voci riguardo a un possibile passaggio in chiaro su Rai 3, ma la notizia non trova poi riscontri e non ha seguito fino al 2011, quando la rete decide effettivamente per la messa in onda della serie. Boris debutta invece in chiaro il 18 dicembre 2009 su Cielo, che a pochi mesi di distanza l'una dall'altra trasmette tutte le stagioni.

### Sigla
L'originaria sigla di apertura e di chiusura della serie, intitolata Gli occhi del cuore e utilizzata per le prime tre stagioni, è di Elio e le Storie Tese: la musica è la stessa del brano Effetto memoria [Inverno], incluso nel loro album Studentessi. Nella quarta stagione la sigla cambia nome in Gli occhi del cuore: una storia nuova, con la stessa melodia ma testo differente rispetto alla precedente versione.
Ciak, il brano di chiusura dell'ultimo episodio della prima stagione (L'ultima puntata), è stata composta ed eseguita da Francesco Pannofino. Tale canzone è stata anche più volte utilizzata da Cielo nei suoi spot per la serie.

### Cast

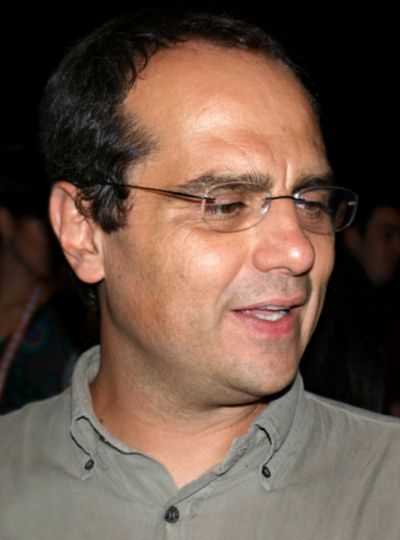
Luca Vendruscolo, uno dei principali registi e sceneggiatori della serie, compare in dei camei assieme ai suoi colleghi

I tre sceneggiatori di Boris appaiono in dei camei in vari episodi, rispettivamente: Giacomo Ciarrapico è il giornalista che domanda a Stanis dove si trovi il Darfur nell'episodio Il gioielliere; Mattia Torre è il fotografo alle prese con Stanis nell'episodio Buon Natale; Luca Vendruscolo è Consolini, il medico che visita Biascica nell'episodio Il travestimento è saltato.
Come spiegato nel backstage Gli occhi di Boris, alcuni dei tecnici de Gli occhi del cuore sono in realtà componenti della vera troupe di Boris. La vera assistente alla regia, che si chiama davvero Arianna Dell'Arti, interpreta una microfonista che spesso compare nelle scene in cui viene dato il ciak. Caterina Guzzanti, nel backstage, ha spiegato come il personaggio da lei interpretato sia ispirato alla vera Arianna, non solo nel nome: infatti, quando la Guzzanti pronuncia le frasi «silenzio per favore» e «eeeh... azione», imita il modo di parlare severo e autoritario della donna. Sempre nel backstage, si scopre che il ragazzo che interpreta uno degli stagisti colleghi di Alessandro è in realtà un vero stagista, addetto, tra le altre cose, a portare i caffè agli attori della serie.

### Riprese
Una ripresa esterna, molto ricorrente nel corso degli episodi, mostra i vari capannoni del set e un aereo in atterraggio. Gli edifici ripresi sono alcuni teatri di posa di Roma, tra via Anagnina e via Appia Nuova; l'aeroplano invece è diretto all'aeroporto di Ciampino, situato a pochi chilometri di distanza. La posizione delle riprese viene ironicamente rivelata anche all'interno dell'opera stessa, nell'episodio La mia Africa, quando Stanis, non riuscendo a concentrarsi per la scena da girare, rivolgendosi a René esclama: «Quando io guardo il fiume Ngube, io vedo Pomezia! Lo capisci che c'è un problema o no?».

### Revival
Dopo varie speculazioni, il 16 febbraio 2021, durante la conferenza stampa dedicata al lancio della sezione Star di Disney+, viene annunciata una quarta stagione di Boris composta, almeno inizialmente, da 6 episodi (divenuti poi 8) della durata da 30 minuti ciascuno, pubblicata come Star Original. Durante la presentazione è stato confermato il ritorno del cast storico, che questa volta sarà alle prese con il mondo dello streaming e delle piattaforme social. La nuova stagione verrà prodotta da Lorenzo Mieli per The Apartment, società controllata da Fremantle.
Lo stesso giorno viene pubblicato il primo teaser della stagione, mentre le riprese si sono poi svolte tra ottobre e dicembre dello stesso anno. La serie è stata pubblicata su Disney+ il 26 ottobre 2022.
Il revival si colloca a più di dieci anni dagli eventi della terza stagione e della trasposizione cinematografica.

## Riconoscimenti
- 2008 – Premio Saint-Vincent per la Fiction
  - Telegrolla d'oro per il miglior soggetto

- 2008 – Roma Fiction Fest
  - Miglior attore sitcom a Pietro Sermonti[14]
  - Miglior produttore a Lorenzo Mieli (per Wilder)[14]
  - Miglior prodotto per la sezione "lunga serie" a Wilder (per Fox International Channels Italy)[15]
  - Menzione speciale come miglior prodotto TV[15]

- 2023 – Nastri d'argento - Grandi Serie
  - Candidatura alla miglior serie TV - Commedia[16]

## Espedienti narrativi
Negli episodi Una giornata particolare e Il cielo sopra Stanis, vi sono due surreali camei del gorilla all'epoca testimonial delle campagne pubblicitarie del Crodino: l'animale compare improvvisamente in scena, chiedendo informazioni a un basito René Ferretti, per poi andarsene improvvisamente. La sua presenza è giustificata dal fatto che il gorilla introduceva e chiudeva gli episodi delle prime due stagioni di Boris, durante la loro messa in onda su Fox.

## Opere correlate
Nel corso del 2010 si sono svolte le riprese di Boris - Il film, trasposizione cinematografica della serie televisiva. Nella pellicola René cerca di emanciparsi dal mondo delle fiction televisive approdando al cinema, e quando riesce a mettere le mani sui diritti del libro La casta sogna di poter realizzare finalmente un prodotto serio e impegnato, avvalendosi di collaboratori validi e professionali. Purtroppo per lui, mille problemi finiscono per farlo lavorare di nuovo con la storica troupe, e lo costringono a trasformare la sua iniziale idea di girare una pellicola «alla Gomorra» in un più modesto cine-panettone. Previsto inizialmente per il 20 novembre del 2010, il film è uscito nelle sale il 1º aprile 2011.